# Konstantin Fofanov

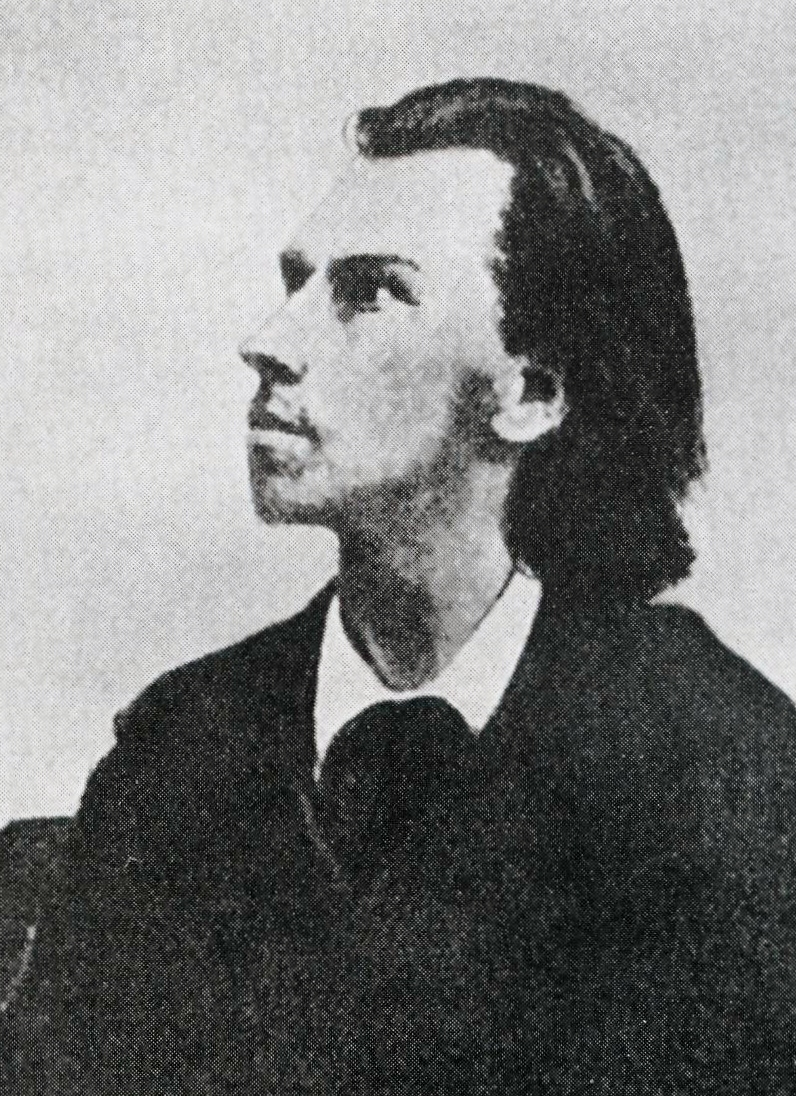
Konstantin Fofanov.

Konstantin Michajlovitj Fofanov (ryska: Константин Михайлович Фофанов), född 30 maj 1862 i Sankt Petersburg, död där 30 maj 1911, var en rysk poet.
Fofanov var flitigt verksam under 1880-talet. Bland hans dikter märks främst Kärlekens mysterium, endast tryckt i ett tidskriftshäfte och beslagtaget på grund av diktarens djärva grepp på ett religiöst motiv. Fofanov, som i sin teknik var mycket ojämn, utövande inflytande på de ryska "dekadenterna" kring sekelskiftet 1900.